# واندا باتيستا
واندا باتيستا (بالإنجليزية: Wanda Batista)‏ هي مغنية أمريكية، ولدت في 1958 في بونس، بورتوريكو في الولايات المتحدة.